# 카푸아
카푸아(이탈리아어: Capua)는 이탈리아 캄파니아주 카세르타 지방에 위치한 도시이다. 나폴리에서 약 25 km 북쪽에 있다. 카푸아는 캄파니아 평야의 북동쪽 끝 지점에 위치한다. 사람들은 카푸아를 원형경기장이 서 있는 고대 도시인 산타 마리아 카푸아 베테레(이탈리아어: Santa Maria Capua Vetere)와 간혹 혼동하기도 한다. 오늘날의 카푸아는 고대 카푸아가 사라센에 의해 서기 841년 파괴된 이후 근처에 새롭게 들어섰다.

## 역사

### 고대 카푸아
고대 카푸아는 오늘날의 카푸아 시에서 남동쪽으로 약 5 km 떨어진 곳에 있다.
카푸아라는 이름은 에트루리아어 "Capeva"에서 유래했다. 이 말의 뜻은 마르세스의 도시라는 뜻이다. 로마시대 사람 대 카토는 에트루리아인들이 이 도시를 건설했다고 기록하고 있다. 로마가 이 도시를 점령하기 260년 전이라고 한다. 카토의 로마가 이 도시를 점령했다는 말은 2차 포에니 전쟁(기원전 211년)의 로마의 카푸아 점령을 말하는 것은 아니고, 기원전 338년의 카푸아의 로마에 대한 항복을 말하는 것이다. 그러므로 카푸아의 건설은 기원전 600년으로 거슬러 올라가게 된다. 이 때는 에트루리아인들의 세력이 최고조에 이르렀을 때였다.
선사 시대 이 지역에는 빌라노비안 Villanovian의 주거지가 있었다. 또한 오스칸(이탈리아 남부에 살았던 고대 민족), 또 그 이후 에트루리아인들이 정착촌을 확장해갔던 것으로 추정된다.
기원전 5세기 삼니움족이 침공해오자, 캄파니아 주 지역에 대한 에트루리아인들의 지배권은 그 끝을 맞이하였다.
기원전 424년, 삼니움(Samnites)족이 카푸아를 정복하였다. 그리고 기원전 343년, 캄푸아 지역 사람들은 로마에게 삼니움 족을 몰아내달라고 원조를 구하였다. 카푸아는 카실리눔, 칼라티아, 아텔라와 함께 로마와 대 삼니움족 동맹을 맺었다. 캄파니아 주의 더 많은 지역이 로마의 지배하에 들어갔다. 카푸아의 시민들은 투표권이 없는 시민권인 라틴어: civitas sine suffragio를 받았다.
제2 차 삼니움 전쟁 시, 카푸아는 로마 동맹의 배신자로 낙인찍혔다. 그 까닭에 삼니움족이 패퇴해 없어진 후, 카푸아는 가지고 있던 볼투르누스강 동편의 아게르 팔레루스를 몰수당하였다.

### 중세 카푸아
콘스탄티누스 1세 아래 카푸아 지역에 기독교 교회가 건립되었다고 전해진다. 456년에 반달족의 지배자 가이세리크에게 정복당하고 파괴되었지만 곧 복구된다. 고트 전쟁기간에 카푸아는 처참하게 파괴되었고, 6세기에 롬바르드족이 이탈리아를 침공할 때 파괴되었다. 후에 베네벤토 공국의 영토로 편입되고, 가스타르드 식으로 통치를 받았다.
베네벤토 공국의 왕자 시카르드는 라델치스 1세의 도움을 받아 왕좌를 차지했다. 시카르드의 형제인 시코눌프는 살레르노 공국으로부터 독립을 선언했고 카푸아 공국은 시코눌프의 독립을 선언했다.
840년에 고대 카푸아는 사라센 군대에게 불타버렸고, 오직 산타 마리아 마지오레 성당만이 남아있다. 새 도시는 856년에 원래 있던 곳으로부터 떨어져 지어졌고, 또 다른 마을인 산타 마리아 카푸아 베테레라는 이름으로 나타난다. 아테널프 1세 왕자는 베네벤토를 정복하고 청동머리 판덜프가 그의 자식들을 위해 영토를 나누기 전까지 공국들은 900년부터 981년까지 통일시켰다. 판덜프 4세는 라이널프 드렌고트의 충성을 받는 동안 판덜프가 1027년에 나폴리를 합병하기 전까지 노르만인들로부터 지원을 받았다. 판덜프가 죽은 뒤 카푸아는 그의 연약한 아들에게 넘어갔고 판덜프의 조카이자 '아브레사의 왕자'라는 칭호를 가진 리차드 1세에게 공성전을 통해 1058년에 점령된다. 7년동안 리차드 2세는 도시에서 추방당했지만, 친척들의 지원을 받아 1098년에 재탈환하였다. 그의 왕조는 1156년 가문의 마지막 권리자가 죽기 전까지 유지되었지만 시칠리아 왕국에게 합병당한다. 이후에 카푸아는 더 이상 수도는 아니지만 왕국의 중요한 도시였다.

## 관광지

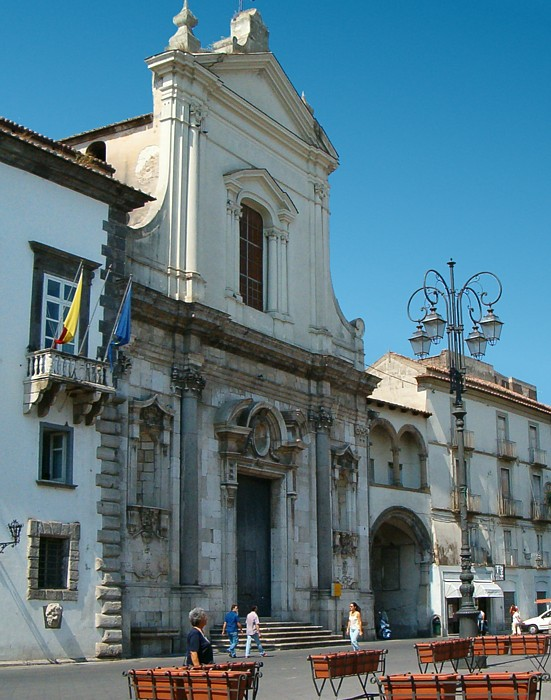
카푸아

### 유적
카푸아 도시 내에서는 로마 시대 이전 유적들을 찾아볼 수 없으나, 도시 주변 동서남북으로는 중요한 공동묘지 유적이 발굴된 바 있다. 그 중 가장 오래된 것은 기원전 7세기나 기원전 6세기로 시간이 거슬러 올라간다.
묘지는 다양한 형태를 보이고 있다. 프레스코가 벽에 그려진 묘실도 있다. 속이 빈, 움푹 파인 뚜껑이 달린 페페리노(회색 응회암) 블록으로 쌓인 곳도 있다. 이 안에서는 주로 청동 항아리나 진흙 항아리가 발견되었다. 그 중 청동 항아리에는 보통 발이 달려 있지 않으며, 에트루리아 양식으로 조각되어 있다. 항아리 중 일부는 그리스제이며, 일부는 지역생산물이다. 일부는 채색되어 있다. 카푸아 동쪽 지역 신전 유적에서는 오스칸어로 되어 있는 것으로 추청되는 봉헌석이 발견되었으나, 훗날 에트루리아어로 쓰여진 것으로 판명되었다. 이 중 몇몇은 타라코타 판 위에 쓰여졌다. 이 중 가장 유명한 것은 타뷸라 카푸아나이다. 현재 베를린에 이것이 보존되어 있다. 에트루리아 어 텍스트로는 두 번째로 긴 것이다. 다른 종류의 비문은 "치피"(이탈리아어: cippi)라는 것 위에 새겨져 있다. 150 개의 용결응회암 조각을 모아 무릎에 아이들을 안고 있는 여성을 표현한 것도 있다. 로마 제국 초기 라틴어 비문이 새겨진 것이 세 개 남아 있다.
카푸아가 위치한 지역은 거의 기복없이 평평한 지역이다. 자연적인 방어 지형지물이 없었다. 이러한 이유로 카푸아는 종종 쉽게 정복당하기도 하였다. 
당시 카푸아의 동서 방향의 길이는 쉽게 추정된다. 북서쪽에서 남동쪽으로, 즉 카실리눔에서 칼라티아 쪽으로 아피아 가도가 이 근처로 지나갔었다. 아피아 가도는 이른바 아르코 디 아드리아노(미상의 황제를 기념하기 위해 세운 개선문임.)에서 정동쪽으로 방향을 틀었다. 아피아 가도는 동쪽 방향으로 1600 m (6000 고대 오스칸 피트) 이어졌다.
서측 문의 이름은 포르타 로마나이다. 동측 문(이 문의 이름은 알려진 바 없다.)의 잔해가 발견된 바 있다. 이러한 사실들을 가지고, 우리는 카푸아의 주요 가도가 동서로 정확히 방위가 맞았음을 추측할 수 있다. 또한 카푸아의 주요 가도가 동서로 정확히 방위가 맞기 시작한 것은 아피아 가도가 건설되기 전, 즉 로마 시대 이전임을 알 수 있다. 당시 카푸아의 남북 방향의 길이는 정확히 추정하기 어렵다. 남측 및 북측 성곽이 있던 자리가 정확히 알려져 있지 않기 때문이다. 다만, 공동묘지가 없는 것으로 대략적으로 추측할 수 있다. 벨로흐(Beloch)는 약 1100 m (4000 고대 오스칸 피트)로 추정하였다. 카푸아가 사각형의 배치를 갖고 있었는지도 정확하지 않으나, 많이 사실에 가까운 추정이라 볼 수 있다. 키케로가 카푸아의 규칙적인 배치와 품질 좋은 거리를 칭송한 바 있기 때문이다.
카푸아 내 아피아 가도의 북측에는 공중 목욕탕(thermae)의 유적이 남아 있으며, 아피아 가도의 남측에는 극장(theatre)의 유적이 남아있다. 공중 목욕탕은 3면으로대형 크립토포르티쿠스로 구성되어 있다. 남쪽 면은 도로에 접해 있다. 현재 이 유적은 교도소 밑에 있다. 벨로흐는 이 유적이 만들어진 시기를 오스칸 시대로 보았다. 하지만 라브루찌의 그림 (제 17권) 1에 그려진 것과 같이, 벽돌 쌓아놓은 모습의 일부는 오푸스 레티쿨라툼이었다. 이 사실은 이 유적이 재건축되었음을 의미한다. 극장의 무대는 그 뒷면을 길가에 마주하고 있다. 라브루찌의 그림 (제 18권)에는 한쪽에 카베아가 그려져 있어 흥미롭다. 석문에 근거하여, 이 유적은 아우구스투스 시대 이후 세워진 것으로 추정되고 있다.
그러나, 다른 석문은 이 극장이 기원전 94년에 세워진 것임을 증빙하고 있다. 카푸아 내에는 고대 카푸아의 카피톨리움 쪽에는 유피테르 신전이 있었고, 세플라시아라고 불리던 시장이 있었다고 한다. 알바나(albana)라고 불리던 공공광장이 있었고, 그곳에 아에데스 알바라고 불리던 원로원 회관이 있었다는 설이 있으나, 현재 그 위치는 우리가 알 수 없다. 오늘날 미트라의 신전을 관광하려면, 예약을 하고 가야 한다.

### 원형 경기장

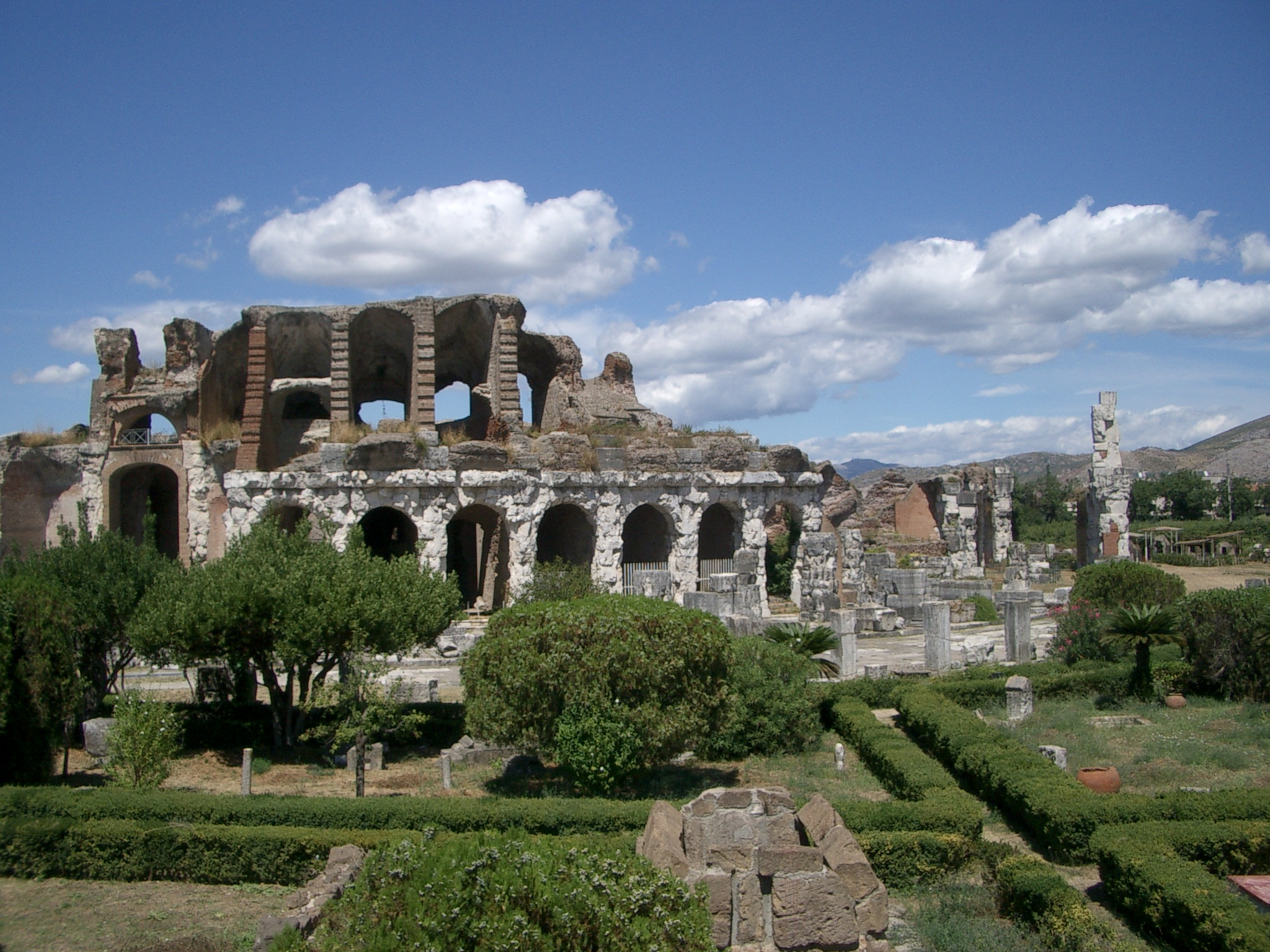
원형 경기장

구 카푸아 시내, 즉 마리아 카푸아 베테르 안에는, 원형 경기장이 하나 남아있다. 아우구스투스 시대 때 지어진 것이다. 하드리아누스가 복원하였고, 안토니누스 피우스에 의해 헌정되었다. 이 사실은 주 출입구에 있는 비문에 기록이 남아있다. 경기장의 바깥쪽에는 각각 4개 층인 80 개의 도리아식 아케이드가 있다. 지금은 그 중 2 개만 남아있다. 종석(keystone)들은 그리스 신의 머리 모양으로 장식되어 있다.

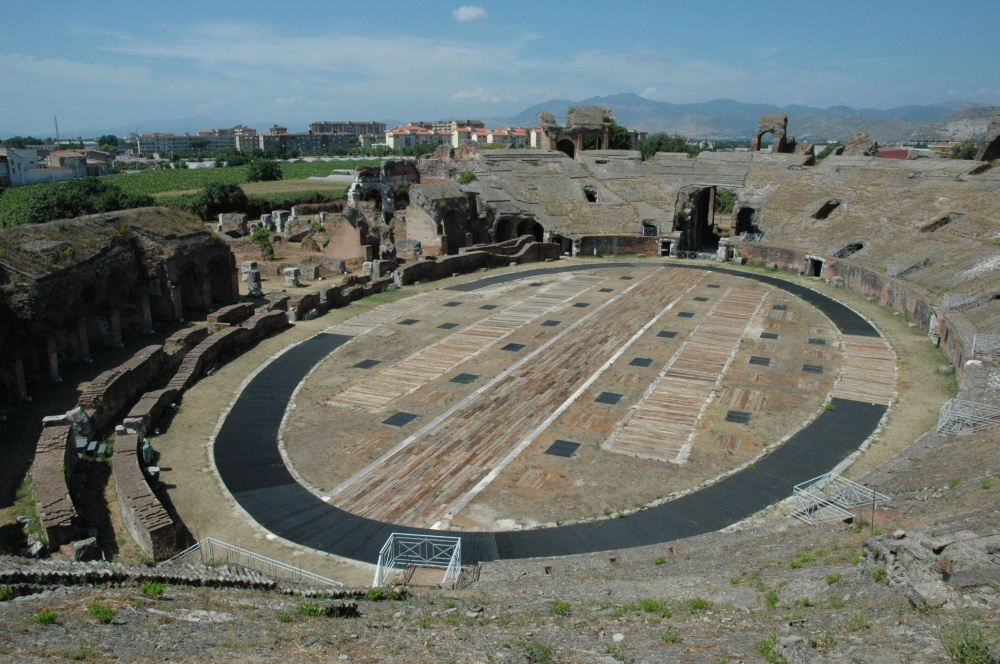
원형 경기장 내부

원형 경기장의 내부는 좀 더 잘 보존되어 있다. 아레나 밑으로는 지하 통로가 있는데, 이 점은 푸테올리에 있는 원형 경기장과 비슷하다. 현재 남아 있는 것으로서는 최대 크기이다. 타원의 지름 중 긴 것은 170 m이고, 짧은 것은 140 m이다. 아레나의 크기는 75 x 45 m이다. 로마에 있는 콜로세움의 수치는 각각 188, 155, 85, 53 m이다.
카푸아 동쪽에는 상당수의 고대 목욕탕 유적이 남아 있다. 큰 8각형의 건축물이다. 그 중 하나는 산타 마리아 델레 그라지에 성당이 지어질 때 앱스(apse)의 토대가 되기도 하였다. 목욕탕 유적 중 하나는 큰 8각형의 유적이다. 나머지 목욕탕 유적들은 잔해 더미 형태로 남아 있다. 카푸아 동쪽 게이트 남동쪽으로 아피아 가도는 로마 시대의 공동 묘지 두 개를 감싸돌아가고 있다. 공동 묘지의 이름은 이탈리아어: le Carceri vecchie, 이탈리아어: la Conocchia이다.
원형 경기장 동쪽으로 고대 디아내 가도가 북쪽으로 파구스 디아내와 이어진다. 몬스 티파타의 서쪽 경사지에 있는 마을인데, 디아나 고대 사원이 있는 곳으로유명하다. 기원전 211년 로마가 카푸아를 점령한 뒤로 카푸아와 떨어져 나와 자치를 했을 것으로 추정된다. 이후 술라가 가이우스 노르바누스를 물리치고 나서, 산을 통째로 신전에 바치기도 하였다.

## 같이 보기
- 산타마리아카푸아베테레